# レディオ空港
レディオ空港（レディオくうこう）とは、交通量の少ない日本の空港で航空管制官が配置されていない空港のうち、航空管制運航情報官が配置されて飛行場対空援助業務を行っている空港。
航空管制運航情報官は航空管制官と違い航空機に対し管制指示、許可を出すことはできないため、レディオ空港では飛行場管制業務が行われていない。飛行場対空援助業務では、航空管制運航情報官が航空機に滑走路・飛行場の交通情報および気象情報を提供し、その情報をもとに機長の責任で判断して離着陸などを行う。また計器飛行方式により飛行する航空機に対して管制機関（航空管制官）が出す管制承認、管制指示、管制許可を航空管制運航情報官が伝達する。
2021年10月よりレディオ空港の遠隔化として360度カメラなどを用いて、遠隔地から航空管制運航情報官が現地映像を見ながら飛行場対空援助業務をする「リモートRadio(レディオ)」が奄美空港にて実施されている。将来、レディオ空港のリモート化を予定しており、2021年10月1日より、リモート空港・レディオ空港のコールサインが"Radio"に統一され、用語も統一が行われているほか、レディオ空港の現地機能喪失時にリモート管制を利用したバックアップ体制がとられている。

## 航空管制運航情報官が配置されているレディオ空港
| 空港名       | 空港コード | 空港コード |
| 空港名       | IATA       | ICAO       |
| ------------ | ---------- | ---------- |
| 稚内空港     | WKJ        | RJCW       |
| 山形空港     | GAJ        | RJSC       |
| 福島空港     | FKS        | RJSF       |
| 花巻空港     | HNA        | RJSI       |
| 静岡空港     | FSZ        | RJNS       |
| 南紀白浜空港 | SHM        | RJBD       |
| 出雲空港     | IZO        | RJOC       |
| 山口宇部空港 | UBJ        | RJDC       |

## かつてレディオ空港だった空港
- 旭川空港：管制空港
- 女満別空港：管制空港
- 中標津空港：リモート空港
- 釧路空港：管制空港
- 青森空港：管制空港
- 大館能代空港：リモート空港
- 秋田空港：管制空港
- 庄内空港：リモート空港
- 東京ヘリポート
- 大島空港：リモート空港
- 三宅島空港：リモート空港
- 八丈島空港：リモート空港
- 富山空港：管制空港
- 松本空港：リモート空港
- 大島空港：リモート空港
- 能登空港：リモート空港
- 福井空港：リモート空港
- 鳥取空港：リモート空港
- 石見空港：リモート空港
- 隠岐空港：リモート空港
- 北九州空港：管制空港(深夜早朝の22時15分 - 7時45分はリモート空港)
- 佐賀空港：管制空港(6時30分-8時、19時30分 - 24時はリモート空港)
- 対馬空港：リモート空港
- 福江空港：リモート空港
- 種子島空港：リモート空港
- 奄美空港：リモートRADIO化（実質的なリモート空港）
- 徳之島空港：リモート空港
- 宮古空港：管制空港
- （旧）石垣空港：管制空港